# Сашо Сладура
Сашо Сладура (настоящее имя — Александр Георгиев Николов (болг. Александър Георгиев Николов) 15 сентября 1917 года, Плевен, Царство Болгария — 26 сентября 1961 года, Ловеч, НРБ) — болгарский джазовый музыкант, скрипач и художником-портретистом. Диссидент, убитый коммунистическим режимом в Болгарии.

## Биография
Родился 15 сентября 1917 года в Плевене. Его отец, инженер Георгий Николов, получивший высшее образование в Праге, является одним из создателей парка Борисова градина в Софии, Кайлака в Плевене и парка Цар Симеонова градина в Пловдиве. Его мать Екатерина Ендерс — чешка — дочь губернатора крупного чешского замка, швед. Александр учился в итальянской школе в Пловдиве и в французском колледже в Пловдиве «Сент-Августин», а затем изучал музыку в Пражской консерватории.
Вернувшись в Болгарию, он некоторое время играл в Королевском симфоническом оркестре, который был расформирован после установления коммунистического режима. Он начал играть в салонных оркестрах. Играл в составе известных в то время коллективов «Джаз Овчаров» Асена Овчарова, «Джаз Оптимистов», а также оркестров Димитра Ганева и Эмиля Георгиева. Когда бывший Королевский симфонический оркестр был реорганизован в Государственный симфонический оркестр, он вновь присоединился к нему, но затем ушел, так как не хотел ограничивать себя.  
В начале 1950-х годов Александр Николов был концертмейстером первого большого болгарского эстрадно-джазового симфонического оркестра под управлением дирижера Руслана Райчева. Потом начал играть в качестве скрипача-солиста в оркестре ресторана «Болгария», где  стал любимец публики из-за веселого и игривого характера прозванного Сашо Сладура. Его исполнение французских шансонов и танго стало легендарным. В перерывах между выступлениями он рассказывал анекдоты, не щадя политических деятелей (вроде  Вылко Червенкове).   
Помимо музыкант, Сашо Сладура был хороший портретист, а также писал стихи.  
После 1956 года, когда к власти пришел Тодор Живков, против него были приняты меры. За ним следила Госбезопасность, его подслушивали и доносили агенты. 25 декабря 1959 года был приговорен к одному году лишения свободы за подрыв престижа народной власти и болгаро-советских отношений. Он отсидел 7 месяцев в тюрьме.  

## Гибель
Из-за уничтоженной во время социалистического режима в Болгарии информации сведений об этом очень мало. Известно, что приказом Мирчо Спасова № 234 от 15 сентября 1961 года, Александр Николов был отправлен в концентрационный трудовой лагерь в городе Ловеч. Там ему удалось продержаться только 11 дней. После унижений, избиений и жестокого обращения, 26 сентября 1961 года Александр Николов погиб.
O нем Никола Корабов говорит: «Для меня Сашо Сладура олицетворяет реализацию свободного духа в несвободное, тоталитарное время».

## Память
В Пловдиве есть памятник, а улица в софийском квартале Крестова вада названа в его честь.
О Сашо Сладуре создан фильм «Мелодия для молотка и скрипки» (1991, режиссер Огнян Логофетов). О нем написан роман Димитра Коруджиева «Перед тем как умереть: Фантазия о Сашо Сладуры» (1995).